# Театр Мура
Театр Мура (англ. Moore Theatre) — старейший концертный зал Сиэтла, построенный в 1907 году.
Театр Мура был открыт в декабре 1907 года в одном из лучших зданий Западного побережья на то время. Расположенный на пересечении Второй авеню и Вирджиния-стрит, театр вместе с отелем были построены местным строителем Джеймсом Муром. Мур изначально намеревался пристроить театр к зданию принадлежащего ему «Вашингтон-отеля» (на то время носившего название «Денни-отель»), но его планы были сорваны ввиду масштабной перестройки топографии центральной части Сиэтла, также известной как «Denny Regrade». Сразу после открытия Мур передал управление театром Джону Корту, который в будущем стал известным нью-йоркским импресарио.
За более чем 100 лет истории на сцене Театра Мура можно было увидеть самые разнообразные постановки, от водевиля до симфонических произведений, от религиозных выступлений до хард-рок концертов. Именно в Театре Мура впервые прошёл Международный кинофестиваль в Сиэтле. По состоянию на 2019 год театр вмещает около 1 400 человек, что на тысячу меньше, чем на момент открытия. 
Театр и отель Мура были внесены в Национальный реестр исторических мест в 1974 году. 